# Аштанга-виньяса-йога
Аштанга-виньяса-йога (санскр. अष्टांग, asht-anga, «восемь ветвей») — одна из современных синкретичных систем хатха-йоги. Основателем этой школы являлся Паттабхи Джойс, возглавлявший институт этой йоги в Майсуре, Индия. После его смерти в 2009 году дела перешли его внуку Шарату Рангасвами. Согласно Джойсу, йогу не надо приспосабливать к слабости и несовершенству практикующего, а наоборот, практикующий должен развить себя до соответствия идеалам йоги.
Аштанга-виньяса является динамической практикой йоги, которая включает в себя последовательности асан, связанных между собой комплексами движений (виньясами) и выполняемых совместно с пранаямой, бандхами и дришти. Во время выполнения практики сохраняется дхьяна.
Бандха — одна из техник для усиления эффекта асан и пранаям. Бандхи также служат для повышения безопасности практики.

## Виды практик
Майсор-класс — практика свойственная аштанге. В этом виде практики нет ведущего или инструктора. Каждый выполняет свою практику в своём темпе.
Лед-класс — это выполнение первой серии аштанга-йоги, проходящее под полным руководством преподавателя, который ведёт подсчёт виньяс, задаёт ритм дыхания, называет асаны.

## Виньясы
Виньяса (санскр. विन्यास, IAST: IAST: vinyāsa) — комплекс переходных движений (и дыханий) между асанами, связывающий их в последовательность. Используется в разных современных школах (виньяса-крама-йога, бикрам-йога, дживамукти-йога и др.).
Существует шесть виньяс, постепенно усложняющихся. Первая служит для очищения и излечивания тела, вторая — для очищения и излечивания энергетических каналов (психики).

### Первая виньяса
Первая виньяса (йога-чикитса) открывается несколькими повторениями комплекса Сурья-намаскара. Выделяют два варианта Сурья-намаскара: «А» и «Б». Соответственно сначала выполняется «А», затем «Б». Количество повторений варьируется от трёх до пяти в зависимости от климата и физического состояния.
Сурьи аштанги отличаются от классических пропуском промежуточной позы баласана и следующей за ней Аштанга Намаскара.
| вдох     | выдох       | вдох                                | выдох                      | вдох                | выдох                             | вдох                                  | 5 дыханий            | выдох                      | вдох                                | выдох    |
|          | Пранамасана |                                     |                            |                     |                                   |                                       |                      |                            |                                     |          |
| Тадасана | Пранамасана | Хаста Уттанасана (Урдхва Хастасана) | Падахастасана (Уттанасана) | Sukha padahastasana | Парватасана (Чатуранга Дандасана) | Урдхва Мукха Шванасана (Bhujangasana) | Адхо Мукха Шванасана | Падахастасана (Уттанасана) | Хаста Уттанасана (Урдхва Хастасана) | Тадасана |

| вдох     | выдох       | вдох                   | выдох                      | вдох                | выдох                             | вдох                                  | 5 дыханий            | вдох             | выдох                             |
|          | Пранамасана |                        |                            |                     |                                   |                                       |                      |                  |                                   |
| Тадасана | Пранамасана | Уттанасана (Хастасана) | Падахастасана (Уттанасана) | Sukha padahastasana | Парватасана (Чатуранга Дандасана) | Урдхва Мукха Шванасана (Bhujangasana) | Адхо Мукха Шванасана | Virabhadrasana I | Парватасана (Чатуранга Дандасана) |

| вдох                                  | 5 дыханий            | вдох             | выдох                             | вдох                                  | 5 дыханий            | вдох                                   | выдох                      | вдох                   | выдох    |  |
|                                       |                      |                  |                                   |                                       |                      |                                        |                            |                        |          |  |
| Урдхва Мукха Шванасана (Bhujangasana) | Адхо Мукха Шванасана | Virabhadrasana I | Парватасана (Чатуранга Дандасана) | Урдхва Мукха Шванасана (Bhujangasana) | Адхо Мукха Шванасана | Sukha padahastasana (Ardha Uttanasana) | Падахастасана (Уттанасана) | Уттанасана (Хастасана) | Тадасана |  |

Далее выполняются асаны в положении стоя.
1. Padangusthasana
2. Pada Hastasana
3. Триконасана
4. Parivritta Trikonasana
5. Utthita Parsvakonasana
6. Parivritta Parsvakonasana
7. Prasarita Padottanasana
8. Parsvottonasana
9. Utthita Hasta Padangusthasana
10.Ardha Baddha Padma Uttanasana
11.Utkatasana
12.Virabhadrasana I
13.Virabhadrasana II
Затем идут асаны в положении сидя.
Завершается серия закрывающими асанами.

## Критика
Основная критика в сторону аштанги заключается в том, что она воспринимается как стандартизированная форма йоги, все делают одно и то же и с многократными повторениями. Также звучат негативные высказывания в сторону того, что, когда практикуете таким образом, то вы перенапрягаете тело.
Излишняя ритуальность и ритмичность может приводить к эффекту одержимости у склонных к этому людей. Существует мнение, что Паттабхи Джойс ввёл выходной в новолуние и полнолуние, чтобы дать возможность не практиковать. Так, люди, склонные к одержимости, также подвергаются испытанию в виде необходимости отпустить практику.
Критика йоги в целом также распространяется и на аштангу. Например, каждый учитель йоги должен знать о необходимости предварительного и периодического обследования опроно-двигательного аппарата и общего состояния организма. Но, как правило, вам никто не скажет сделать МРТ, а иногда будут утверждать, что йога лечит всё и тело приспособится. Отдельные исследования показывают опасность конкретных асан и переходов между ними, в частности опасность ширшасаны связана с повышением внутриглазного давления и риском задней отслойки стекловидного тела.